# Municipio de Salt River (condado de Schuyler)
El municipio de Salt River (en inglés: Salt River Township) es un municipio ubicado en el condado de Schuyler en el estado estadounidense de Misuri. En el año 2010 tenía una población de 728 habitantes y una densidad poblacional de 8,14 personas por km².

## Geografía
El municipio de Salt River se encuentra ubicado en las coordenadas 40°21′55″N 92°34′53″O / 40.36528, -92.58139. Según la Oficina del Censo de los Estados Unidos, el municipio tiene una superficie total de 89.43 km², de la cual 89,05 km² corresponden a tierra firme y (0,43 %) 0,39 km² es agua.

## Demografía
Según el censo de 2010, había 728 personas residiendo en el municipio de Salt River. La densidad de población era de 8,14 hab./km². De los 728 habitantes, el municipio de Salt River estaba compuesto por el 98,08 % blancos, el 0,55 % eran asiáticos, el 0,55 % eran de otras razas y el 0,82 % eran de una mezcla de razas. Del total de la población el 0,96 % eran hispanos o latinos de cualquier raza.